# Afrovenator
Afrovenator abakensis
Genre
Espèce
Afrovenator (« chasseur africain ») est le genre fossile de dinosaures théropodes carnivores, le plus complet jamais retrouvé en Afrique à ce jour. Il vivait au Jurassique moyen et supérieur, entre 167 et 157 millions d'années dans ce qui est aujourd'hui le Niger.
La seule espèce rattachée au genre, Afrovenator abakensis a été découvert en 1993 et décrit par Sereno, Wilson, Larsson, Dutheil & Sues en 1994.  

## Découvertes
Les restes d'Afrovenator ont été découverts en 1993 dans la formation de Tiourarén dans la région d'Agadez au Niger. Cette formation géologique était initialement datée de l'Hauterivien et Barrémien, étages du Crétacé inférieur (environ 136 ou 125 millions d'années). Cependant, une ré-interprétation des sédiments a montré qu'ils sont probablement âgés du Jurassique moyen à supérieur (Bathonien à Oxfordien, entre 167 et 161 millions d'années). 

## Anatomie

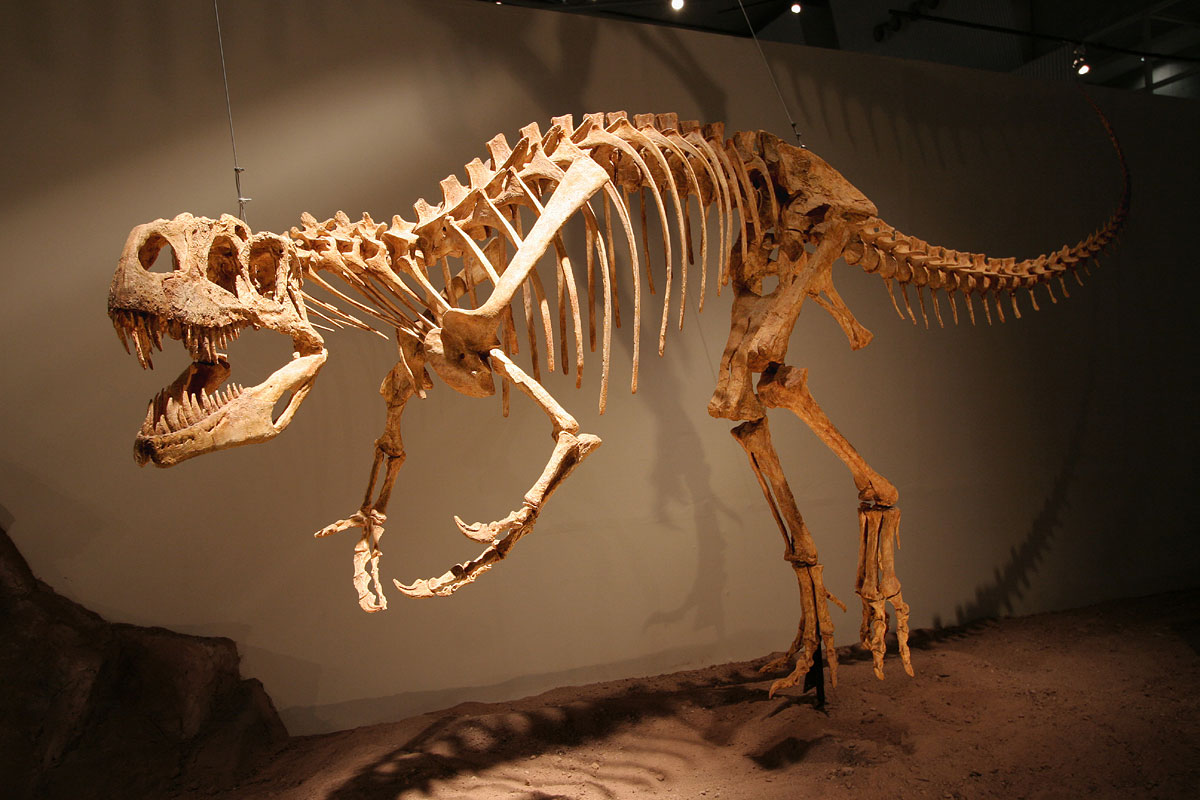
Squelette reconstitué d'Afrovenator.

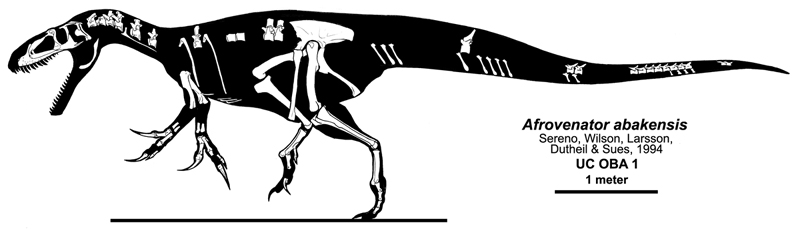
Silhouette d'Afrovenator avec, en position, les os retrouvés. Dessin de Jaime Headden.

Afrovenator mesurait à peu près 9 mètres de la tête au bout de la queue, il faisait 2,50 mètres de haut et pesait 2 tonnes. Il marchait sur ses deux pattes arrière. Il avait une longue queue et des dents coupantes et incurvées.
Le crâne d'Afrovenator mesurait approximativement un mètre de long. Il présente des ornementations discrètes, mais tout de même une crête lacrymale basse percée d'un large sinus. La longueur de ses pattes arrière laisse penser qu'il était un prédateur très rapide. Des traces de dents ont été trouvées sur des os de Jobaria et il est fort possible qu'elles aient appartenu à Afrovenator. Comme Jobaria, Afrovenator n'est connu que dans le nord du Niger.

## Inventaire des fossiles retrouvés
- Un squelette incomplet, avec un crâne sans mandibule, vertèbres, côtes, pelvis, os des membres...